# Institut de recherche et d'enseignement supérieur aux techniques de l'électronique
L'Institut de Recherche et d'Enseignement Supérieur aux Techniques de l'Électronique (I.R.E.S.T.E.) est une école d'ingénieurs créée en 1985 à Nantes avec un statut d'établissement public (Établissement habilité depuis 1985, sous la tutelle du Ministère de l'Enseignement Supérieur et de la Recherche). En 1987, elle s'installe sur le campus de la Chantrerie.
Les directeurs de l’école ont été M. Yves Thomas jusqu'en 1994, puis M. Bernard Remaud jusqu'en 2005.

## Aujourd'hui
En janvier 2000, l'IRESTE s'est joint à l'ISITEM et l'ESA IGELEC pour former l'École polytechnique de l'université de Nantes.